# Labyrinthe auf Bolschoi Sajazki

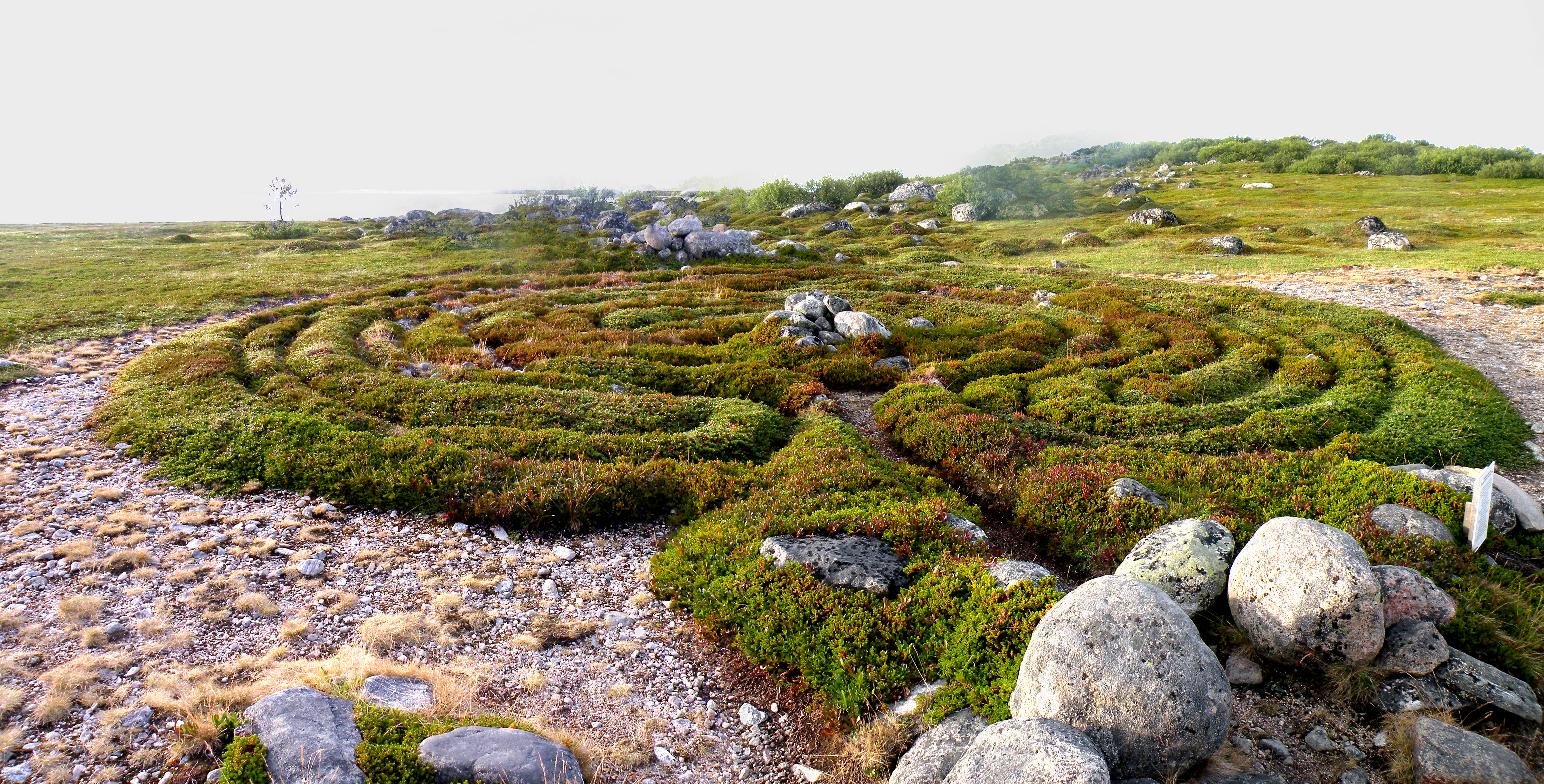
Labyrinth auf Bolschoi Sajazki

Die 14 Labyrinthe auf Bolschoi Sajazki, einer nur 1,25 km² großen Insel, sind eine geschlossene Gruppe von Labyrinthen auf einer der Solowezki-Inseln (russisch Соловецкие острова / Solowezkije ostrowa; auch Solowki genannt) im Onegabusen des Weißen Meeres in der Oblast Archangelsk in Russland.
Insgesamt gibt es auf dem Archipel 35 Labyrinthe (lokal „Vavilons“ – „Babylons“ – genannt). Die bemerkenswertesten sind die Steinlabyrinthe auf Bolschoi Sajazki (dt. Große Haseninsel), die sich auf einen 0,4 km² großen Bereich, mehr als einem Viertel der Fläche, im Westen der Insel konzentrieren. Alle wurden aus örtlichen Felsbrocken errichtet. Das ist weltweit die größte Ballung von Labyrinthen.
Die kleinsten Labyrinthe haben etwa 6,0 m, die größten etwa 25,4 m Durchmesser. Die Felsbrockenreihen bilden Spiralen; einige davon sind Doppelspiralen, die wie zwei Schlangen mit den Köpfen in der Mitte beschrieben werden. Die Eingänge der Labyrinthe liegen meist im Süden.
Außer den Labyrinthen gibt es mehr als 850 Lesesteinhaufen auf Bolschoi Sajazki sowie zahlreiche weitere Steinsetzungen, darunter ein Speichenrad, möglicherweise ein Symbol der Sonne. Ein weiterer Komplex von Steinsetzungen auf dem Hügel Sopka im östlichen Teil der Insel enthält keine Labyrinthe. Bei Ausgrabungen in den Steinhaufen wurden Teile von Knochen gefunden.